# Trijntje Oosterhuis
Judith Katrijntje „Trijntje” Oosterhuis (n. 5 februarie 1973) este o cântăreață neerlandeză de muzică pop și jazz. Ea a înființat formația Total Touch (1990–2001) alături de fratele său Tjeerd Oosterhuis înainte de a urma o carieră solo. Ea a reprezentat Țările de Jos la Concursul Muzical Eurovision 2015 cu piesa „Walk Along”.